# 9 primavere
9 primavere è un singolo del cantautore albanese Ermal Meta, pubblicato il 12 ottobre 2018 come quarto estratto dal terzo album in studio Non abbiamo armi.

## Descrizione
Terza traccia dell'album, il brano è stato interamente scritto e composto dallo stesso Meta e racconta una storia d'amore conclusa dopo nove primavere, ma in maniera serena.

## Video musicale
Il videoclip, diretto dal collettivo Cinepila, è stato pubblicato il 19 ottobre 2018 e mostra la storia d'amore di una coppia.

## Formazione
Musicisti
- Ermal Meta – voce, cori, basso, sintetizzatore, programmazione, arrangiamento
- Roberto Cardelli – Rhodes, Hammond, sintetizzatore, programmazione, arrangiamento
- Emiliano Bassi – batteria
- Feyzi Brera – strumenti ad arco

Produzione
- Ermal Meta – produzione, registrazione
- Roberto Cardelli – produzione
- Cristian Milani – missaggio
- Giordano Colombo – registrazione
- Simone Bertolotti – registrazione
- Antonio Baglio – mastering